# پارک ملی ایوبیا
پارک ملی ایوبیا (به انگلیسی: Ayubia National Park) یک پارک ملی در پاکستان است که در ناحیه ابوت‌آباد واقع شده‌است.